# Chase Dodd
Chase William Dodd, född 5 april 2003 i Long Beach i Kalifornien, är en amerikansk vattenpolospelare som spelar i USA:s herrlandslag i vattenpolo. Han tog brons vid olympiska sommarspelen 2024. Han är bror till Ryder Dodd.
Dodd studerar vid University of California, Los Angeles och har spelat för vattenpololaget av UCLA Bruins. Med USA:s landslag tog han guld vid panamerikanska spelen 2023.